# لپه زنک
لپه زنک، روستایی از توابع بخش خاورانشهرستان تهران منطقه ۱۵ در استان تهران ایران است.روستای لپه زنک جزء روستاهای کوچک و کم جمعیت استان تهران میباشد که قدمت زیادی دارد آنچه از شواهد و گفته های اهالی روستا پیداست روستای لپه زنک در زمان بهرام گور معروف به سکه زنک بوده است و بنا به گفته های دیگر قومی که در این روستا قبلا زندگی میکرد به مشک لپه میگفتند .
در زمان کریمخان زند حدود ۲۰۰سال پیش عده ای از اهالی خرم آباد به منطقه تبعید شده و در این روستا ماندگار شده اند
در این روستا طوایف و قومیت های مختلف کم دیده میشد بیشتر اهالی روستا لر زبان میباشند و از فارسی زبانان استان تهران یک یا دو خانواده در روستا زندگی میکنند و همچنین میتوان به افغانی هایی که در کارگاه ها و مرغداری های این روستا کار و زندگی میکنند اشاره نمود
این روستا تنها یک محله دارد که مرکز محله آن جلوی مسجد روستا واقع در مرکز روستا میباشد 

## جمعیت
این روستا در [|دهستان خاوران غربی]] قرار دارد و براساس سرشماری مرکز آمار ایران در سال ۱۳۸۵، جمعیت آن ۶۲۸ نفر (۲۰۱خانوار) بوده‌است.